# Sisyrinchium pearcei
Sisyrinchium pearcei är en irisväxtart som beskrevs av Rodolfo Amando Philippi. Sisyrinchium pearcei ingår i släktet gräsliljor, och familjen irisväxter. Inga underarter finns listade i Catalogue of Life.